# Expressió algebraica
Una expressió algebraica és un conjunt de lletres i nombres relacionats per signes d'operacions aritmètiques.
Algunes vegades aquests nombres tenen un valor desconegut que s'han de calcular.
Per exemple, la {\displaystyle x} de l'equació {\displaystyle x+25=0} és una incògnita que s'ha d'esbrinar.
Unes altres, les lletres representen nombres qualssevol i serveixen per establir relacions numèriques en general. Per exemple, l'expressió {\displaystyle (a+b)^{2}}, que indica 
el quadrat de la suma de dos nombres qualsevol.
Les lletres també poden substituir un conjunt de nombres que verifiquen una propietat determinada.
Per exemple, la successió de nombres imparells 1,3,5,7,9,11,13.. la podem indicar, generalment, amb 2n-1.
Exemples: L'expressió 8 · y + 2 ens indica que s'ha de multiplicar per 8 el valor desconegut de y i sumar 2 al resultat.

## Sumes, restes i productes algebraics

### Suma de monomis i polinomis
Per efectuar una suma de monomis, han de ser semblants.
A l'hora de fer la suma, extraiem factor comú a la part literal.
Exemples:
{\displaystyle 3x^{5}+9x^{5}} =(3+9){\displaystyle x^{5}} = {\displaystyle 12x^{5}}
{\displaystyle 4x^{2}y-6x^{2}y-x^{2}y}=(4-6-1){\displaystyle x^{2}y}= {\displaystyle -3x^{2}y}
{\displaystyle 2x^{5}+6x^{3}} no es pot efectuar.
Quan sumem monomis, en sumem o restem els coeficients i deixem igual la part literal.
La suma de polinomis consisteix a agrupar i reduir els termes semblants de tots els sumans.
Exemple: {\displaystyle (5x^{4}+3x^{2}-7x+6)} + {\displaystyle (x^{4}-2x^{3}+8x^{2}-4x+1)} = {\displaystyle 5x^{4}+x^{4}-2x^{3}+3x^{2}+8x^{2}-7x-4x+6+1} = {\displaystyle 6x^{4}-2x^{3}+11x^{2}-11x+7}
També podem disposar la suma de polinomis d'aquesta manera:
{\displaystyle 5x^{4}+0+3x^{2}-7x+6}
{\displaystyle +x^{4}-2x^{3}+8x^{2}-4x+1}
__________________________
{\displaystyle 6x^{4}-2X^{3}+11x^{2}-11x+7}

La suma de polinomis commutativa i associativa.
L'element que no altera la suma és el polinomi 0, els termes del qual són tots iguals a 0.

### Resta de polinomis
Per restar dos polinomis, primer se sumen el primer amb l'oposat del segon.
És a dir, canviam el segon de signe.
Exemple: 
{\displaystyle (5x^{4}+3x^{2}-7x+6)-(x^{4}-2x^{3}+8x^{2}-4x+1}={\displaystyle (5x^{4}+3x^{2}-7x+6)+(-x^{4}+2x^{3}-8x^{2}+4x-1)}={\displaystyle 4x^{4}+2x^{3}-5x^{2}-3x+5}

### Producte de monomis i polinomis
Per efectuar el producte de dos monomis, es multipliquen:
- D'una banda els coeficients, respectant les relges dels signes.
- D'una altre, les perts literals, aplicant les propietats de les potències.

El grau del producte és igual a la suma dels graus dels factors.
Exemples: 
{\displaystyle 2x^{5}}·{\displaystyle 7x^{4}}= (2 · 7) ({\displaystyle x^{5}}{\displaystyle x^{4}}) = {\displaystyle 14x^{5}+4}= {\displaystyle 14x^{9}}

### Producte d'un monomi per un polinomi
Per multiplicar un monomi per un polinomi, apliquem la propietat distributiva, multiplicant cada terme d'un per tots els termes de l'altre.
Exemple:
{\displaystyle 4x^{2}}·({\displaystyle 7x^{2}}+ 5x - 2)={\displaystyle 4x^{2}}·{\displaystyle 7x^{2}+4x^{2}} · 5x -{\displaystyle 4x^{2}} · 2 ={\displaystyle 28x^{4}+20x^{3}-8x^{2}}

### Producte de dos polinomis
per efectuar el producte de dos polinomis, apliquem la propietat distributiva, multiplicant cada terme d'un per tots els termes de l'altre.
Si apareixen termes semblants, se sumen.
Exemple:
({\displaystyle 8x^{2}}+ 5) · ({\displaystyle 2x^{2}}- 3) = {\displaystyle 8x^{2}}· {\displaystyle 2x^{2}-8x^{2}}· 3 + 5 · {\displaystyle 2x^{2}} - 5· 3 = {\displaystyle 16x^{4}-24x^{2}+10x^{2}-15}={\displaystyle 16x^{4}-14x^{2}}- 15